# Alfred Cortot
Alfred Denis Cortot (26. září 1877, Nyon - 15. června 1962, Lausanne) byl francouzsko-švýcarský klavírista a dirigent. Patří mezi nejvýraznější postavy klasické hudby 20. století, byl oceňován zejména pro své pojetí klavírních skladeb z období romantismu.

## Život a dílo
Alfred Cortot se narodil v Nyonu, švýcarském městě ležícím u francouzských hranic. Hru na klavír studoval od devíti let na pařížské konzervatoři, kde jej učili Émile Decombes (žák Chopina) a později Louis Diémer. Debutoval v roce 1897 s Beethovenovým Klavírním koncertem č. 3 c moll.
V letech 1898 až 1901 působil jako korepetitor a pomocný dirigent na hudebních slavnostech v Bayreuthu a v roce 1902 dirigoval pařížskou premiéru Wagnerovy opery Soumrak bohů. Jako dirigent propagoval díla Beethovena, Brahmse či Liszta, ale i soudobých francouzských skladatelů.
V roce 1905 založil spolu s Jacquesem Thibaudem a Pablem Casalsem velmi úspěšné klavírní trio. Největší zájem však budila jeho sólová klavírní hra, zejména interpretace děl Fryderyka Chopina, Roberta Schumanna či Clauda Debussyho. Jako klavírista Cortot často jezdil na zahraniční turné nejen po Evropě, několikrát byl i v USA. Dochovalo se také mnoho nahrávek, cenné jsou zejména ty z 20. a 30. let. Cortot sice koncertoval a nahrával i poté, ale pozdější nahrávky jsou již poznamenané jeho zhoršujícím se zdravotním stavem a výpadky paměti.
V roce 1907 začal učit klavír na pařížské konzervatoři, po několika letech ale tamějšího vyučování zanechal, protože ho nebylo možné časově sladit s častým koncertováním. V roce 1919 pak založil hudební školu École Normale de Musique de Paris a vedl zde interpretační kurzy, kterými prošli například Clara Haskil, Solomon, Gina Bachauer, Hélène Boschi nebo Dinu Lipatti.
Kromě výuky také sepsal několik studií o klavírní technice a interpretaci a vydával vlastní edice klavírních partitur s obsáhlými poznámkami.